# Gyda Ellefsplass Olssen
Gyda Ellefsplass Olssen (* 16. November 1978 in Ringsaker) ist eine norwegische Brigadier und ehemalige Sportschützin.

## Leben
Olssen trat am 8. Juli 1997 in die Norwegischen Streitkräfte ein und war zunächst Teil der Heimevernet bis 1999 um dann an der Luftwaffenakademie bis zum Jahr 2000 weiter ausgebildet zu werden. Daraufhin unterbrach sie ihren Dienst und beendet 2003 ihren B. Sc. in Telekommunikation und weiter im Jahr 2005 ihren M. Sc. in Informations- und Kommunikationssysteme. Nach ihrem Studium war sie von 2005 bis 2024 in der Luftwaffe in verschiedenen Funktionen tätig. Seit 2024 leitet die Offizierin die Forsvarets fellestjenester als Brigadier.
Olssen war als Sportschützin Teilnehmerin der Olympischen Spiele 2008. Mit dem Luftgewehr belegte sie den 34. Platz, im Dreistellungskampf mit dem Kleinkaliber erreichte sie Platz 27. Zudem wurde sie Weltmeisterin im Jahr 2010 und zweimal Europameisterin (2003 und 2007).